# Sauber C16
Sauber C16 byl vůz Formule 1, s nímž tým Sauber soutěžil v sezóně 1997. Původně to řídili Brit Johnny Herbert, který byl u týmu ve své druhé sezóně a Ital Nicola Larini.

## Shrnutí
Lariniho místo v týmu bylo zajištěno dohodou, která týmu poskytla zákaznické motory Ferrari z předchozího roku, které byly použity ve voze F310, který zaznamenal tři vítězství v sezóně 1996. Motory pro Sauber nesly označení jako Petronas z úcty k hlavnímu malajskému sponzorovi týmu. Tato dohoda o použití motorů Ferrari trvala až do nákupu týmu BMW v roce 2006.
Larini, testovací jezdec Ferrari, však nebyl spokojen s prostředím u týmu a po pěti závodech odešel. Jako náhradník byl přiveden Ital Gianni Morbidelli, ale ten si během roku dvakrát zlomil ruku a musel být nahrazen argentinským nováčkem Norberto Fontanou, zatímco se zotavoval. Všichni tři jezdci byli překonáni Herbertem.
Vůz C16 byl původně navržen pro motor Ford Zetec, ale rozhodnutí přejít z Fordu na motory Ferrari v listopadu 1996 s sebou přineslo několik výzev pro konstrukční tým vedený technickým ředitelem Sauberu Leo Ressem. Tam, kde motor Ford obsahoval motor V8 namontovaný na zadní straně motoru a další dvouválce umístěné ve tvaru V řady válců, motor Ferrari značky Petronas obsahoval všechny tři součásti připojené k zadní části motoru, a proto byl Sauber nucen změnit svůj designový přístup. Aby mohl Sauber pojmout motor SPE-01, musel přestavět svůj motorový prostor, převodovku a geometrii zadního zavěšení kvůli zpoždění při výměně motoru. Motor SPE-01 umožnil týmu větší flexibilitu s velikostí a polohou palivového článku a umožnil umístění motoru blíže k jezdci, avšak umístění dalších 2 válců na motoru způsobilo potíže, protože vyčnívaly do prostoru, který byl potřebný pro převodovku. Tým byl následně požádán, aby přepracoval převodovku a kompletně přepracoval montážní body zadního zavěšení, aby se dal přizpůsobit motoru.
Změny požadované pro přizpůsobení motoru SPE-01 umožnily Sauberu vyvinout radikální design geometrie zadního zavěšení a také prodloužení rozvoru. Konstrukce spojila všechny horní prvky odpružení do jednoho kusu, čímž se minimalizovalo množství karoserie v klíčové oblasti šasi a naopak se snížil odpor vzduchu, přičemž tým získal větší míru kontroly nad vzduchem proudícím přes zadní difuzor a vytvářel větší aerodynamickou přilnavost.
Přechod na motory Ferrari značky Petronas přinesl týmu jen málo problémů. Během předsezónního testování bylo pozorováno, že vůz C16 má na zadní straně krytu motoru stopy po spálení způsobené těsným krytem a nedostatečným chlazením pro maximální teplotu motoru. Tým představil dočasný chladicí balíček po dobu trvání testu před plánovaným vylepšením karoserie vozu a později vyjádřil přesvědčení, že problémy se spolehlivostí motoru byly vyřešeny.
Navzdory některým očekáváním byl vůz na začátku sezóny konkurenceschopný, ale v průběhu sezóny konkurenceschopnost mírně klesala kvůli nedostatečnému vývoji ve srovnání s lépe financovanými soupeři. Herbertova působivá sezóna vyvrcholila historicky třetím umístěním na stupních vítězů týmu při Grand Prix Maďarska (kde také porazil obě tovární Ferrari). Kromě jednoho získal všechny body týmu.
Tým nakonec skončil sedmý v šampionátu konstruktérů s 16 body.
O mnoho let později unikly některé fotografie ukazující přísně tajný test, který provedl Michael Schumacher ve voze C16 na testovací dráze Ferrari ve Fioranu v Itálii. Test proběhl v září 1997.

## Kompletní výsledky ve Formuli 1
| Legenda k tabulce | Legenda k tabulce                                                                       |
| Barva             | Výsledek                                                                                |
| ----------------- | --------------------------------------------------------------------------------------- |
| Zlatá             | Vítěz                                                                                   |
| Stříbrná          | 2. místo                                                                                |
| Bronzová          | 3. místo                                                                                |
| Zelená            | Bodované umístění                                                                       |
| Modrá             | Nebodované umístění                                                                     |
| Modrá             | Dokončil neklasifikován (NC)                                                            |
| Fialová           | Odstoupil (Ret)                                                                         |
| Červená           | Nekvalifikoval se (DNQ)                                                                 |
| Červená           | Nepředkvalifikoval se (DNPQ)                                                            |
| Černá             | Diskvalifikován (DSQ)                                                                   |
| Bílá              | Nestartoval (DNS)                                                                       |
| Bílá              | Závod zrušen (C)                                                                        |
| Světle modrá      | Pouze trénoval (PO)                                                                     |
| Světle modrá      | Páteční testovací jezdec (TD)                                                           |
| Bez barvy         | Netrénoval (DNP)                                                                        |
| Bez barvy         | Vyřazen (EX)                                                                            |
| Bez barvy         | Nepřijel (DNA)                                                                          |
| Bez barvy         | Odvolal účast (WD)                                                                      |
| Bez barvy         | Nezúčastnil se (prázdné)                                                                |
| Označení          | Význam                                                                                  |
| Tučnost           | Pole position                                                                           |
| Kurzíva           | Nejrychlejší kolo                                                                       |
| †                 | Jezdec nedojel do cíle, ale byl klasifikován, protože odjel více než 90 % délky závodu. |
| ‡                 | Byl udělován poloviční počet bodů, protože bylo odjeto méně než 75 % délky závodu.      |
| Horní index       | Umístění bodujících jezdců ve sprintu                                                   |

| Rok  | Tým                      | Motor        | Pneumatiky | Jezdci            | 1   | 2   | 3   | 4   | 5   | 6   | 7   | 8   | 9   | 10  | 11  | 12  | 13  | 14  | 15  | 16  | 17  | Body | Umístění |
| ---- | ------------------------ | ------------ | ---------- | ----------------- | --- | --- | --- | --- | --- | --- | --- | --- | --- | --- | --- | --- | --- | --- | --- | --- | --- | ---- | -------- |
| 1998 | Red Bull Sauber Petronas | Petronas V10 | G          |                   | AUS | BRA | ARG | SMR | MON | ESP | CAN | FRA | GBR | GER | HUN | BEL | ITA | AUT | LUX | JPN | EUR | 16   | 7. místo |
| 1998 | Red Bull Sauber Petronas | Petronas V10 | G          | Johnny Herbert    | Ret | 7   | 4   | Ret | Ret | 5   | 5   | 8   | Ret | Ret | 3   | 4   | Ret | 8   | 7   | 6   | 8   | 16   | 7. místo |
| 1998 | Red Bull Sauber Petronas | Petronas V10 | G          | Nicola Larini     | 6   | 11  | Ret | 7   | Ret |     |     |     |     |     |     |     |     |     |     |     |     | 16   | 7. místo |
| 1998 | Red Bull Sauber Petronas | Petronas V10 | G          | Gianni Morbidelli |     |     |     |     |     | 14  | 10  |     |     |     | Ret | 9   | 12  | 9   | 9   | DNS |     | 16   | 7. místo |
| 1998 | Red Bull Sauber Petronas | Petronas V10 | G          | Norberto Fontana  |     |     |     |     |     |     |     | Ret | 9   | 9   |     |     |     |     |     |     | 14  | 16   | 7. místo |